# 471
471 је била проста година.

## Догађаји
- Василиск, зет цара Лава I, враћа се из изгнанства (видети 468) и води царску заверу против Аспара (магистер милитум), помажући у његовом убиству у Цариграду.
- Војска краља Керетика од Стратклајда напада ирску обалу, одводи неке од следбеника Светог Патрика и продаје их у ропство
- Визиготи под Еурихом освајају велики део Провансе (Јужна Галија). Град Клермон-Феран у Оверњи је опкољен.
- Готи, предвођени Теодорихом Страбоном, дижу устанак у Тракији после убиства Аспара. Лав I шаље Василиска да угуши устанак.
- Теодорик Велики, стар 17 година, наследио је свог оца Теодемира на месту краља Острогота, населивши свој народ у Доњој Мезији (Балкан).
- Владар номадске племенске државе Туоба у северној Кини усваја кинеско презиме и владаће северним Вејем као Сјао Вен Ди, до своје смрти 499. године.
- Акакије Цариградски постаје цариградски патријарх, наследивши не том месту Генадија I.